# RDS
A Radio Data System (RDS), azaz „rádiós adatrendszer”, az Európai Műsorsugárzók Uniója (EBU) által kiadott kommunikációs protokoll szabványa, kis mennyiségű digitális információ elküldésére szolgál hagyományos FM-rádiós adások alatt.
Az RDS-rendszer többfajta információt ír le, például időt, műfajt és előadót, illetve rádióállomás-azonosítást is. 1984 óta szabványosított Európában és Latin-Amerikában, de Észak-Amerikában nem.
A Radio Broadcast Data System, azaz RBDS az RDS amerikai verziójának hivatalosan használt neve 1992-től, bár a RDS név általánossá vált. A két szabvány majdnem azonos: csak a számkódok jelentése eltérő. Az RBDS-rendszer 31 zenei és más formátumot azonosíthat. Az RBDS szabványt a National Radio Systems Committee (NRSC), az RDS-t az EBU hagyta jóvá.
A szabvány az EBU tervezeteként indult, de azóta a Nemzetközi Elektrotechnikai Bizottság (IEC) egy nemzetközi szabványává vált.
Mindkét szabvány 57 kHz-es segédhangvivőt használ adatátvitelre: sebessége 1187,5 bit 1 másodperc alatt.
Az adatformátum hibajavítást is használ.
A szabványt Európában a genfi székhelyű RDS-Forum, Észak-Amerikában az NRSC gondozza.
Az RDS-Forum a 2015. június 8–9-ei éves ülésén beindította az RDS2 szabványosítását. A szabványt az amerikai NRSC RBDS-Sumcommitte együttműködésével készítik, egy egységes világszabvány kialakításáért.
Az RDS2 magyar vonatkozása, hogy a kick-off konferencia Budapesten az MTVA közreműködésével zajlott, s az első adó- és vevőkészülék-prototípusok Győrben, a Széchenyi István Egyetem segítségével készültek.

## Információ-típusai
A következő információkat általában tartalmazzák az RDS-adatok:

### AF
Alternative Frequency (alternatív frekvencia): Megengedi a vevőkészüléknek a másik frekvenciára való váltást, amikor az első adás jele túl gyenge, közben ugyanazt az állomást nyújtja. Ezt gyakran használják fel autós rendszerekben.

### CT
Clock Time (pontos idő): Szinkronizálja a vevőkészülékben lévő órát vagy az autó óráját. A késleltetés miatt az óra 100 ms-on, vagyis 0,1 másodpercen (milliszekundum=ezredmásodperc) belül pontos.

### EON
Enhanced Other Networks („kiterjesztett egyéb hálózatok”): Mindig a vevőkészülék felügyeli a másik hálózatokat vagy állomásokat forgalmi információkért, és automatikusan áthangolja ideiglenesen arra az állomásra.

### PI
Program Identification (program-azonosító): Egyedi kód, mely azonosítja a rádióadót. Minden adó egy területi előtagot és egy speciális kódot kap. Az USA-ban a PI határozza meg a formulát az adó hívójelében.

### PS
Programme Service (programszerviz): Egy nyolc karakteres állandó vagy változó jel, ami az állomásnevet képviseli. A legtöbb RDS-sel rendelkező rádió megjeleníti. Ha az állomást elraktározzák a rádióban, akkor el fogja rejteni ezt az információt az adott a frekvenciánál. Példák: statikus: „RADIO 1” vagy dinamikus: „GYOR”, majd „PLUSZ” 4 másodperccel utána.

### PTY
Program Type (programtípus): 31 előre meghatározott kódot tartalmaz.
Például Európában:
- PTY1: hírek
- PTY6: dráma
- PTY11: rockzene

Lehetővé teszi a műfaj szerinti adókeresést. A PTY31 természeti katasztrófáknál üzenetek küldésére szolgál.

### REG
Regional (területjel): Főleg olyan országokban használják, ahol körzeti vagy nemzeti műsorokat sugároznak az adókon. Ez a funkció megengedi a hallgatónak, hogy a régióját hallgathassa vagy másik régióra válthasson, ahogy átlépnek egy másik régióba.

### RT
Radio Text („rádiós szöveg”): Ezzel a rádióállomások közvetíthetnek egy 64 karakteres, szabad formájú szöveget, ami lehet például egy szlogen vagy a jelenleg játszott dal címe.

### TA, TP
Traffic Announcement, Traffic Programme („közlekedési közlemény”, „közlekedési program”): A TP-t arra használják, hogy megengedje a hallgatónak, hogy csak azokat az adókat keresse, amik közlekedési információkat is sugároznak, míg a TA-t az adás leállítására vagy egy fontos közlemény alatt a hangerő felemelésére.

### TMC
Traffic Message Channel (forgalmi információs csatorna): Forgalmi információkat küld. Nem minden RDS-es rádió támogatja, viszont gyakran elérhető autós navigációs rendszereknél. (GPS) Sok országban csak kódolt adatokat sugároznak, tehát egy előfizetés és megfelelő dekódoló szükséges a használatához. Egyelőre kevés adón sugározzák. Magyarországon az MR2 – Petőfi Rádió országos hálózatán érhető el.

## Programtípusai
A következő táblázat összefoglalja az RDS és az RDBS programtípus kódjait és jelentéseiket:
| PTY-kód | RDS-programtípusok (EU) | RBDS-programtípusok (Észak-Amerika) |
| ------- | ----------------------- | ----------------------------------- |
| 0       | meghatározatlan         | meghatározatlan                     |
| 1       | hírek                   | hírek                               |
| 2       | aktuális ügyek          | információ                          |
| 3       | információ              | sport                               |
| 4       | sport                   | beszélgető műsor                    |
| 5       | oktatás                 | rock                                |
| 6       | dráma                   | klasszikus rock                     |
| 7       | kultúra                 | változatosság                       |
| 8       | tudomány                | könnyű rock                         |
| 9       | vegyes                  | top 40                              |
| 10      | popzene                 | country                             |
| 11      | rock                    | régi zenék                          |
| 12      | lágy zenék              | könnyűzene                          |
| 13      | könnyű klasszikus zene  | nosztalgia                          |
| 14      | komoly klasszikus zene  | jazz                                |
| 15      | egyéb zene              | klasszikus zene                     |
| 16      | időjárás                | rhythm & blues                      |
| 17      | pénzügy                 | könnyű rhythm & blues               |
| 18      | gyermekprogramok        | idegen nyelvű zene                  |
| 19      | szociális ügyek         | vallási zene                        |
| 20      | vallás                  | vallási beszélgetés                 |
| 21      | telefonos műsor         | személyes                           |
| 22      | utazás                  | nyilvános                           |
| 23      | szabadidő               | főiskola                            |
| 24      | jazz                    | meghatározatlan                     |
| 25      | country                 | meghatározatlan                     |
| 26      | nemzet zenéje           | meghatározatlan                     |
| 27      | régi slágerek           | meghatározatlan                     |
| 28      | népzene                 | meghatározatlan                     |
| 29      | dokumentumműsor         | időjárás                            |
| 30      | riadó próbája           | szükségállapot próbája              |
| 31      | riadó                   | szükségállapot                      |

### RDS-táblázat
RDS-adatok és (példaképp) a hozzájuk tartozó budapesti (vagy a város egy részén fogható) frekvencia.
| RDS                       | frekvencia, MHz | PTY-kód |
| ------------------------- | --------------- | ------- |
| BROADWAY                  | 87,6            | 9       |
| Info88.1                  | 88,1            | 1       |
| MARIA R.                  | 88,8            | 20      |
| RADIO 1                   | 89,5            | 10      |
| TILOS                     | 90,3            | 0       |
| JAZZY                     | 90,9            | 24      |
| KLASSZIK                  | 92,1            | 14      |
| KLUB92.9                  | 92,9            | 1       |
| DABAS                     | 93,4            | 10      |
| TREND FM                  | 94,2            | 17      |
| PETOFI                    | 94,8            | 15      |
| SLAGERFM                  | 95,8            | 10      |
| BASE FM                   | 96,4            | 0       |
| GONG                      | 97,2            | 0       |
| CIVIL                     | 98,0            | 15      |
| BEST FM                   | 99,5            | 10      |
| LANCHID FM 100.3 8148-755 | 100,3           | 3       |
| DANKO                     | 100,8           | 7       |
| KATRADIO                  | 102,1           | 20      |
| RETRO                     | 103,3           | 27      |
| A ROCK                    | 103,9           | 11      |
| BUDAORS                   | 104,8           | 10      |
| BARTOK                    | 105,3           | 14      |
| KARC FM                   | 105,9           | 10      |
| LAKIHEGY                  | 107,0           | 10      |
| KOSSUTH                   | 107,8           | 1       |

## Fordítás
- Ez a szócikk részben vagy egészben  a   Radio Data System című angol Wikipédia-szócikk fordításán alapul.  Az eredeti cikk szerkesztőit annak laptörténete sorolja fel. Ez a jelzés csupán a megfogalmazás eredetét és a szerzői jogokat jelzi, nem szolgál a cikkben szereplő információk forrásmegjelöléseként.

## Külső hivatkozások
- United States RBDS Standard Archiválva 2018. november 24-i dátummal a Wayback Machine-ben – Specification of the radio broadcast data system (RBDS)
- The RDS Forum is the professional association of the users of the Radio Data System broadcast technology
  - RDS: The Radio Data System, The Broadcasters Guide to RDS
  - RDS Features Serving as Tuning Aids
- xRDS – A bővített kapacitású RDS-projekt leírása
  - Az xRDS inditása a 2011-es RDS-Forumon
- BBC factsheet – Radio Data System (RDS) in HTML format
- RDSList.com
- https://web.archive.org/web/20110904051619/http://www.radiovalladolid.com/ - Gran información en RDS (spanyolul)